# STS-87
STS-87 — 88-й старт многоразового транспортного космического корабля в рамках программы Спейс Шаттл и 24-й космический полёт «Колумбии», произведен 19 ноября 1997 года. Астронавты провели в космосе около 16 дней и благополучно приземлились в КЦ Кеннеди 5 декабря 1997 года.
Вывод на орбиту и возвращение на Землю научного спутника SPARTAN-201-4. Научные эксперименты.

## Экипаж
- (НАСА): Кевин Крегель (3)[4] — командир;
- (НАСА): Стивен Линдси (1) — пилот;
- (НАСА): Уинстон Скотт (2) — специалист полёта 1;
- (НАСА): Калпана Чавла (1) — специалист полёта 2;
- (JAXA): Такао Дои (1) — специалист полёта 3;
- (ГКАУ): Леонид Каденюк (1) — специалист по полезной нагрузке.

## Галерея

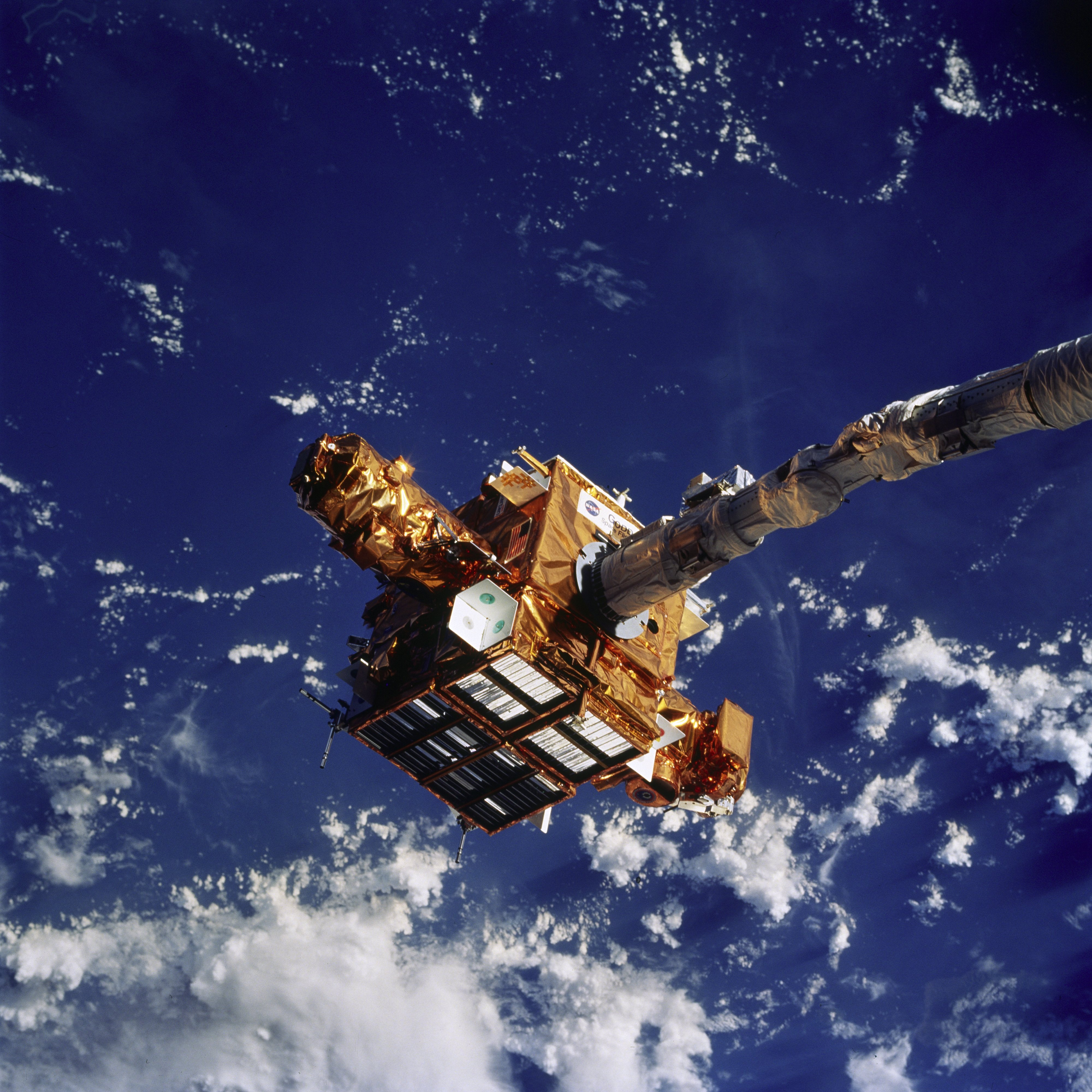
Запущенный спутник SPARTAN